# V. Abgar
Edesszai V. Abgar, egyéb nevein V. Abgarus vagy Abgarus Uchomo (a fekete) (arabul: أبجر الخامس أوكاما - ʾAḇgar al-kḤəmiš ʾUkkāmā, arámiul:ܐܒܓܪ ܚܡܝܫܝܐ ܐܘܟܡܐ - ʾAḇgar Ḥəmišāyā ʾUkkāmā, örményül: Աբգար Ե Եդեսացի - Abgar Hingerord Jedessazi, ógörögül: Ἄβγαρος - Abgaros) (ur. először: Kr. e. 4. – Kr. u. 7. és másodszor 13 – 50) Oszroéné hellenisztikus állam uralkodója, Edessza város fejedelme. 
Az első keresztény király az első keresztény államban. (ezt az állítást több ókori forrás megerősíti: Movszesz Horenaci, Jedessziai Labubnia, Procopis és Yeusebius; a mai tudományos álláspont azonban megosztott a kérdésben; az örmény hagyományok szerint viszont az ókori Örményország az első keresztény állam)
Ókori legendák szerint Jézussal levelezett,  és Júdás Tádé apostol keresztelte meg.

## A legenda
Az ókori legenda szerint Abgarus Edessza királya gyógyíthatatlan betegséget kapott, és hallott Jézus csodáiról, gyógyításairól. Levelet írt neki, amiben a segítségét kéri továbbá menedéket ajánl fel Jézusnak. Jézus válaszolt a király leveleire, és maga helyett egyik tanítványát küldte el az uralkodóhoz, hogy gyógyítsa meg.
Eusebius püspök, 4. századi egyházatya, a palesztinai Caesareában élt. A Historia Ecclesiastica, I, xiii, kb. ie. 325-ben azt állította, hogy az edesszai királyi őslevéltárban megtalálta V. Abgarus Ukkama uralkodó Jézussal folytatott levelezését, és e levelekből néhányat Jézus válaszával együtt szó szerint közölt történeti munkájában. Feljegyezte azt is, hogy a levéltárban talált adatok szerint Tamás apostol küldte el Abgarushoz Júdás Tádét, hogy keresztelje meg a királyt.
A levelek másolata Rómába került, ahol I. Geláz pápa 491-ben hamisnak, apokrifnek nyilvánította a leveleket.
Jézus és V. Abgarus Ukkama közti levelezést a mezopotámiai keresztény egyházak, és a szomszédos Örményország egyházai jól ismerik, és az Eusebius által közölt levelek ott a szent írások közé tartoznak.

## Szent
V. Abgarust szentként tisztelik, ünnepe május 11-én illetve október 28-án van az Ortodox egyházban, augusztus 1-jén a Szíriai Egyházban és az Örmény Apostoli Egyházban.

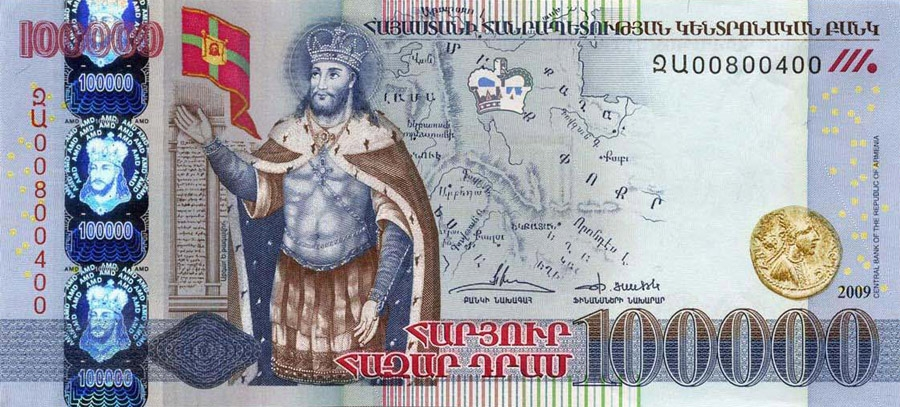
A 100 000 örmény dramos bankjegyen Abgarus képe látható.